# El Balagh
El Balagh (Le Message) est un quotidien généraliste algérien en langue nationale fondé en 2006 par son propriétaire, Rafik Kazi-tani, qui est l'actuel Directeur de la Publication.

## Description
Les rubriques de ce quotidien sont :
- Actualité
- Régions
- Internationale
- Culture
- Idées-débat
- Sports
- Époque
- Dernière
- France-Actualités
- Multimédia
- Dossier

## Historique
Fondation : le 10 septembre 2006

## Quelques chiffres
Tirage : 10 000 exemplaires